# Тувалу
Тува́лу (тувалу Tuvalu [tuˈvaːlu], англ. Tuvalu [ˈtuːvəluː]; до 1975 года — Острова́ Э́ллис) — тихоокеанское государство в Полинезии. Тувалу расположено на 5 атоллах и 4 островах архипелага Тувалу. Острова разбросаны на 350 км, расстояния между соседними островами располагаются в интервале от 50 до 100 км. Общая площадь суши — 26 км². Население страны — 11 206 чел. (2011, оценка). Столица — Фунафути.
Острова Тувалу были открыты испанским мореплавателем Альваро Менданьей де Нейрой в 1568 году. В 1892 году архипелаг стал британским протекторатом Острова Эллис, а в 1916 году — частью британской колонии Острова Гилберта и Эллис. На референдуме 1974 года полинезийское население Островов Эллис проголосовало за отделение от микронезийских Островов Гилберта (впоследствии Кирибати), и уже в следующем году архипелаг стал отдельной британской колонией Тувалу. Независимость острова получили в 1978 году. Тувалу — член ООН, Южнотихоокеанской комиссии и Форума тихоокеанских островов.

## Этимология
Своё современное название архипелаг получил только в 1975 году, и в переводе с языка тувалу оно означает «восемь стоящих вместе» (имеется в виду восемь традиционно населённых островов Тувалу; девятый — Ниулакита — был заселён относительно недавно). Европейский первооткрыватель островов, Альваро Менданья де Нейра, назвал архипелаг «Лагунными островами», а в 1819 году он получил название «Острова Эллис», которое использовалось почти всю колониальную эпоху.

## Физико-географическая характеристика

### Географическое положение

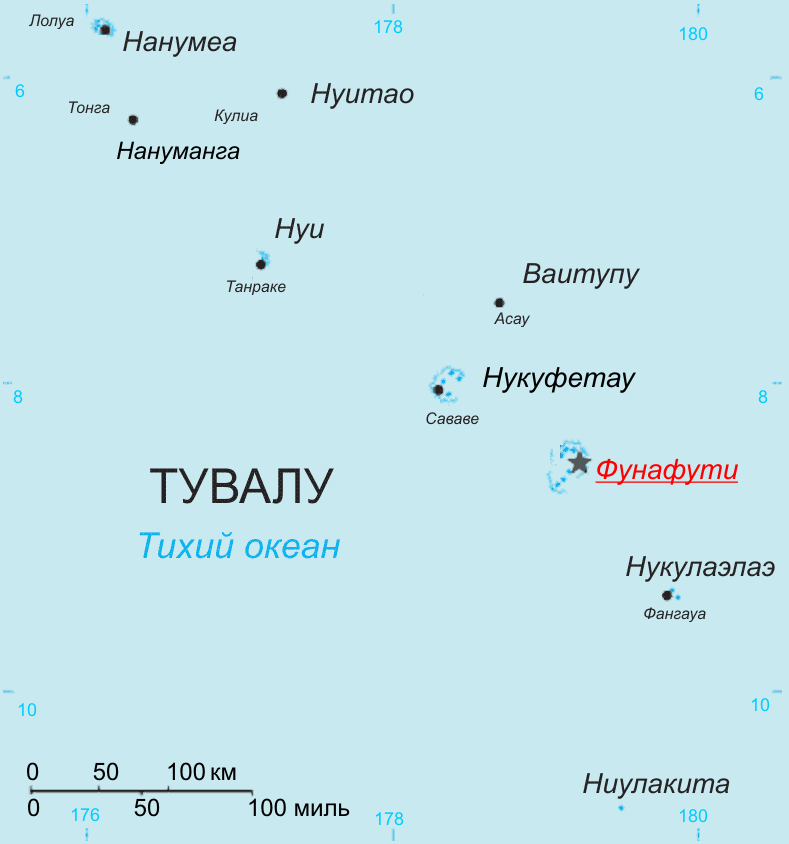
Карта Тувалу

Полинезийское государство Тувалу представляет собой скопление из атоллов и островов, расположенных в Тихом океане немного южнее экватора. Столица страны, город-атолл Фунафути, расположен в 1050 км к северу от города Сува, столицы Фиджи, и в 4000 км к северо-востоку от Сиднея, крупнейшего города Австралии. Ближайшие архипелаги — острова Гилберта, принадлежащие Республике Кирибати и расположенные к северо-западу от Тувалу, и острова Уоллис и Футуна, лежащие к юго-востоку и принадлежащие Франции.
Площадь суши Тувалу составляет всего 26 км², в то время как площадь территории, занятой лагунами, — более 494 км². Страна расположилась на 5 атоллах (Нанумеа, Нуи, Нукулаэлаэ, Нукуфетау, Фунафути), 3 низменных коралловых островах (Нануманга, Ниулакита, Ниутао) и одном атолловом/рифовом острове (Ваитупу), растянувшихся с северо-запада на юго-восток на 595 км Крупнейшим островом архипелага (из расчёта площади суши, а не водной поверхности лагуны) является атолл Ваитупу (5,09 км²), а самым маленьким — Ниулакита (0,4 км²). Все острова низменны, а атоллы в основном состоят из нескольких островков, или моту, которые подвержены негативному воздействию прибрежной абразии (преимущественно западные стороны островков, обращённые к океану). Высшая точка страны достигает всего 5 м.
Самым северным островом Тувалу является атолл Нанумеа, а самым южным — Ниулакита. Наименьшее расстояние между двумя островами архипелага составляет 67 км (Нукуфетау/Ваитупу), а наибольшее — 172 км (Нуи/Ваитупу).

### Геология

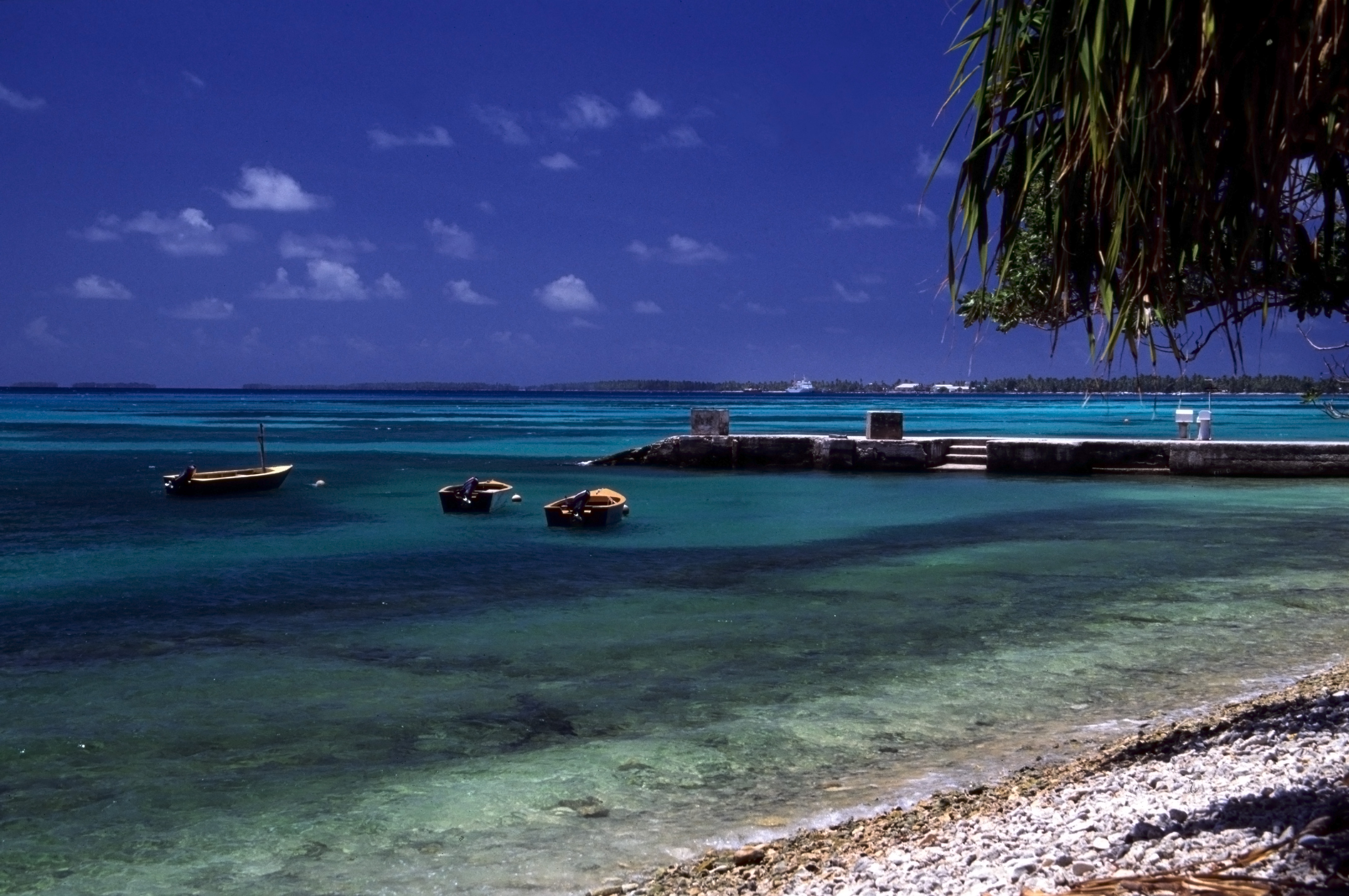
Пляж атолла Фунафути

Пять из девяти островов Тувалу — атоллы (остальные острова представляют собой поднятые атоллы). Согласно теории Чарльза Дарвина, формирование атоллов происходило в результате погружения вулканических островов, у поверхности которых постепенно росли кораллы. Происходило формирование окаймляющего рифа, а впоследствии и барьерного, который постепенно надстраивался кораллами. В результате возникала суша атолла. Рост кораллов и водорослей шёл наиболее активно в районах рифа, обращённых к океану, в результате эти внешние края рифа поспевали за оседанием вулканического острова. Внутренние же районы острова наоборот погружались под воду. Впоследствии в этих местах произошло формирование мелководных лагун.
На поверхности рифов постепенно накапливался песок, который формировался под воздействием волн и течений, особенно во время сильных приливов и отливов. В приливной же зоне пляжа образовывалась береговая порода, внешний наклонный пласт из камней. В результате у наземных растений появлялась опора, на которой они могли бы расти. На острове же формировалась стойкая к высокому содержанию солей в почве растительность, которая своими корнями скрепляла различные осадочные породы и препятствовала водной и ветряной эрозии. Так формировались песчаные островки, или моту, атолла.
Поднятый атолл представляет собой поднятый вулканический остров, образовавшийся в результате подъёма коралловой платформы, или макатеа, которая окружает вулканическое плато в центре острова.

### Климат

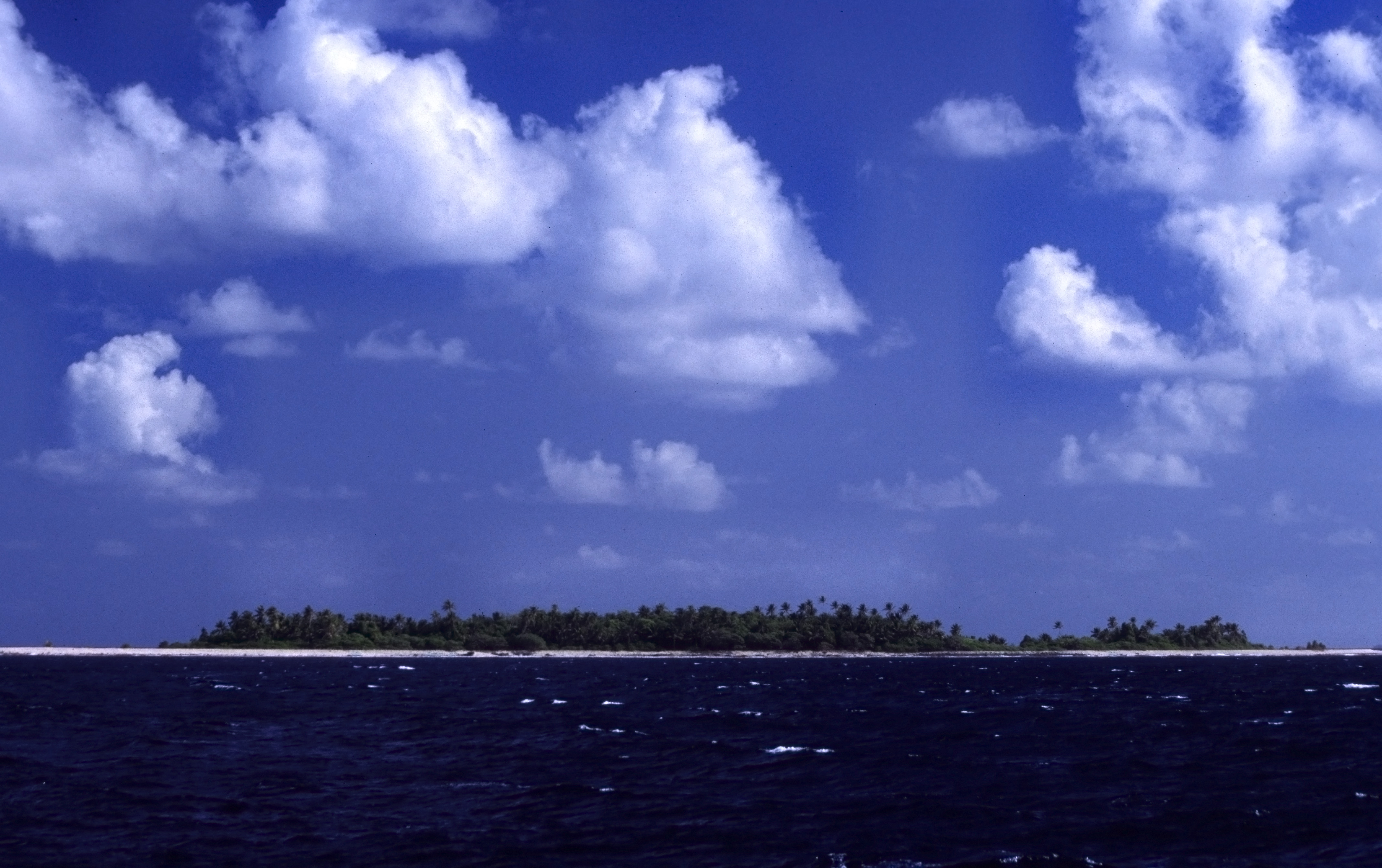
Низменные острова Тувалу возвышаются над уровнем воды не более чем на 5 м, поэтому при повышении уровня Мирового океана им грозит затопление

Климат Тувалу жаркий, тропический, находится под влиянием юго-восточных пассатов. Чётко выделяются два сезона: сезон дождей и сезон засух. Влажный сезон, в период которого выпадает до 60 % осадков, длится с ноября по апрель, а засушливый — с мая по октябрь. Среднегодовое количество осадков составляет около 3000 мм, хотя иногда эта цифра может достигать 4000 мм. Таким образом, климат на Тувалу более влажный, чем на расположенных к северу островах Гилберта и расположенных к югу островах Фиджи. На северных островах страны климат более засушливый, чем на южных, и они больше подвержены засухам, которые могут продолжаться до трёх месяцев. Температура воздуха на протяжении всего года остаётся высокой, варьируясь от 26 до 32 °C.
Острова Тувалу лежат в зоне пассатов юго-западной части Тихого океана на границе экваториальной зоны штилей. Преобладающие направления ветра — с северо-востока или юго-востока. Восточные/юго-восточные ветра преобладают с мая по октябрь.
Тувалу подвержено негативному воздействию тропических циклонов, которые зачастую достигают разрушительной силы. Например, в результате циклона «Бебе» были разрушены почти все жилые постройки на островах; более 90 % деревьев было свалено, а оставшиеся 10 % были сильно повреждены; два человека погибли; два корабля сели на мель. Только благодаря финансовой поддержке иностранных государств на Тувалу удалось восстановить прежнюю инфраструктуру, уничтоженную циклоном.

### Изменение глобального климата

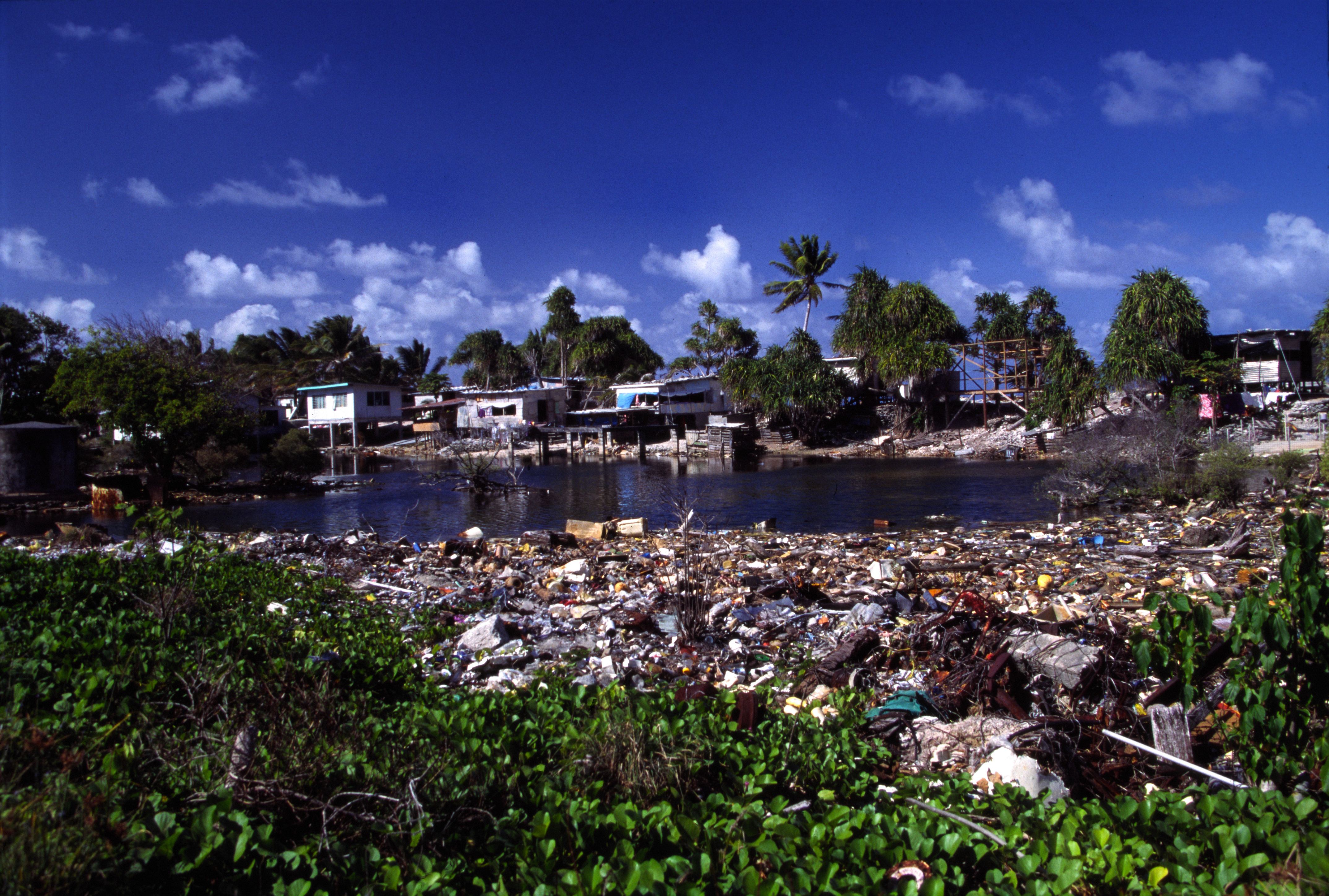
На фоне дефицита земли проблема хранения отходов на островах Тувалу становится всё более острой

Значительную угрозу будущему страны представляет глобальное потепление, в том числе, связанное с ним повышение уровня Мирового океана, в результате которого низменные острова не выше 5 м могут оказаться под водой. В период с 1993 по 1999 года океанические воды ежегодно наступали на сушу со скоростью 22 мм, а в 1995 году — 40 мм, что значительно превышало общемировые показатели.
Среди других негативных последствий изменения климата — прибрежная эрозия, эрозия окаймляющих рифов, соленостная интрузия, нехватка питьевой воды, ухудшение состояния грунтовых вод, экономической ситуации в стране (в том числе, угроза сельскому хозяйству), увеличение рисков для здоровья населения. Плохие жизненные условия на главном острове страны Фунафути, вызванные ростом населения атолла, непродуманным землепользованием, дефицитом питьевой воды и рядом других факторов, только усугубляют нынешнюю ситуацию. В случае реальной угрозы населению Тувалу рассматриваются планы по эвакуации населения (возможно, в Новую Зеландию, Австралию или Фиджи).
Тем не менее далеко не все учёные разделяют точку зрения о скором затоплении архипелага, широко распространённую среди общественности и во многом подогреваемую СМИ. Согласно одному из мнений, увеличение уровня Мирового океана в районе Тувалу может быть временным явлением, которое определяется климатическими, океанографическими, геологическими и рядом других параметров. К тому же, изменение прибрежной полосы моту атоллов отличается высокой динамичностью: суша, отступая перед океаном в одной части острова, может прирастать в другой, что было замечено, например, на острове Ваитупу.

### Почвы
Почвы Тувалу имеют коралловое происхождение. Грунт в основном сформирован из остатков рифовых материалов, кораллов, известковых водорослей, фораминифер и моллюсков, поэтому состав местных почв в основном карбонатный. Они отличаются высокой щёлочностью, пористостью (из-за чего очень плохо задерживают влагу) и низким плодородием. При этом плодородие зависит от нескольких факторов: прежде всего, содержания и пропорции органических материалов, а также доли кораллового материала. Количество минеральных веществ в почвах Тувалу низкое, за исключением кальция. На островах также имеются фосфатные (сформировались из помёта морских птиц) и гумусные почвы (последние — в местах мангровых зарослей).

### Гидрология
Из-за небольшой площади, низкой высотности и пористости почв на островах Тувалу отсутствуют какие-либо реки. Вместо этого вода, просачиваясь сквозь землю, образует линзу слегка солоноватой воды. Поэтому местные жители вынуждены собирать дождевую воду с крыш и хранить её в бетонных цистернах. В прошлом островитяне получали воду для хозяйственных нужд из вырытых колодцев, но из-за проникновения солёной морской воды и сточных вод в подземные линзы грунтовые воды были загрязнены.

### Флора и фауна

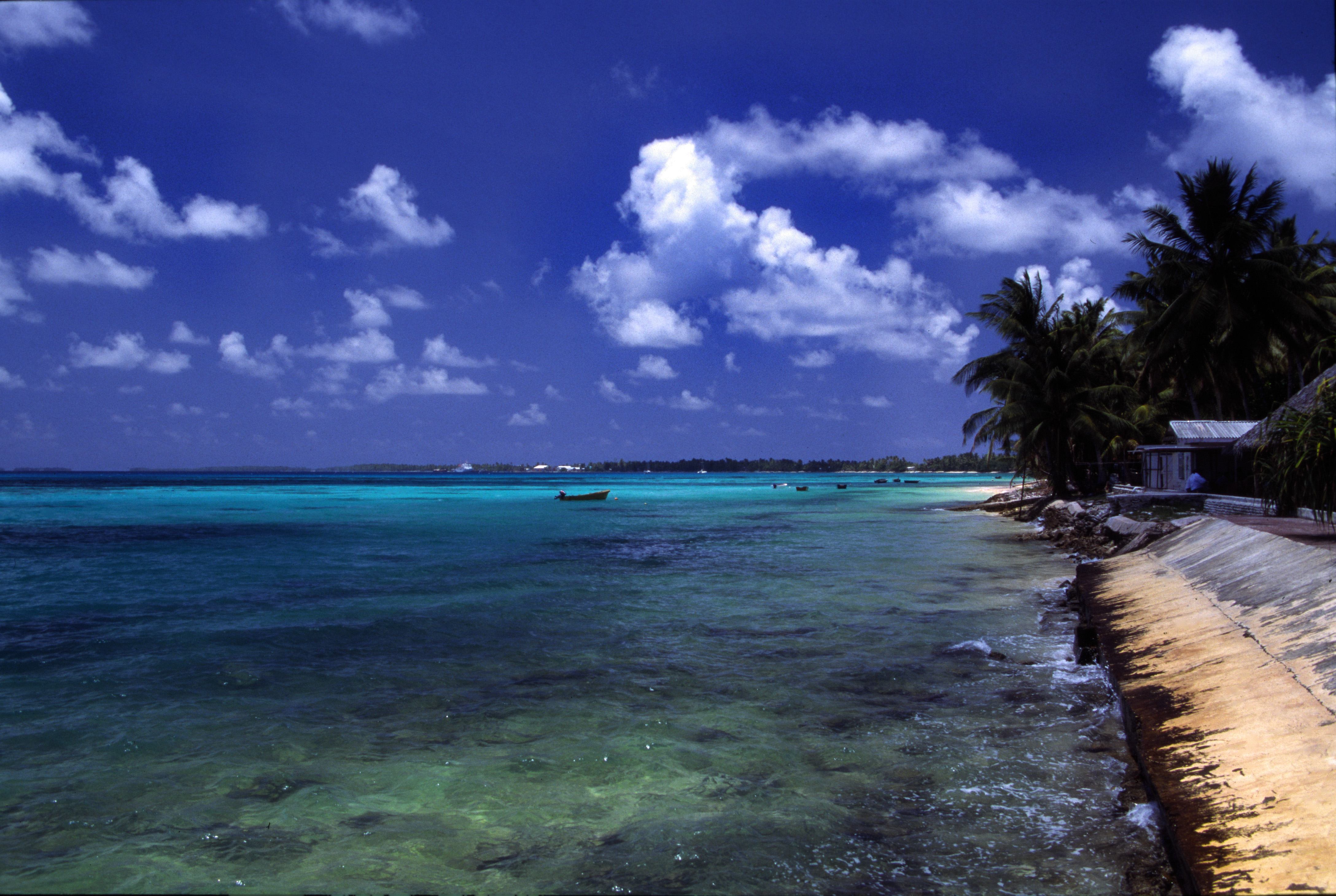
Пляж на атолле Фунафути

Растительный мир атоллов довольно однообразен. Связано это с тем, что значительная часть суши островов засажена кокосовыми пальмами и другими пищевыми растениями. На берегах растут солнцелюбивые сцеволы, турнефорции, панданусы. Во внутренних частях островов — папоротники (среди которых выделяются крупные Asplenium nidus), канавалезия, мангровые заросли, прочая кустарниковая растительность, рощи кокосовых пальм, хлебных деревьев, плантации бананов. Часто встречаются широколиственные породы деревьев — охрозия, гуэттарда, калофиллум и другие. Всего на Тувалу зарегистрировано 86 видов сосудистых растений, из которых 44 являются местными. Ни одно из них не является эндемиком.
Животный мир страны крайне беден и представлен преимущественно интродуцированными видами. Из млекопитающих встречаются свиньи, крысы, собаки и кошки. Популяция морских птиц на островах незначительна, так как традиционно они отлавливаются местными жителями. На не потревоженных человеком моту гнездятся фрегаты, бакланы, буревестники. Широко распространены мелкие ящерицы, змеи, сухопутные крабы, раки-отшельники.
Морская окружающая среда Тувалу представлена шестью основными типами экосистем: океанической, внешних рифов, лагунных рифов, лагунного дна, изолированных рифов и естественных каналов, соединяющих океанические и лагунные воды. Всего в прибрежных водах обитает около 350 видов рыб и 30 видов кораллов.

## История

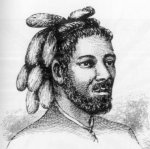
Житель атолла Нукуфетау в 1831

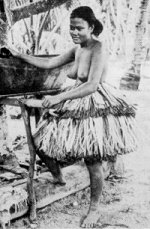
Тувалуанка в 1894

Ранняя история архипелага изучена очень плохо. Острова Тувалу были, предположительно, заселены в 300—500 годах нашей эры выходцами с островов Тонга и Самоа. Тем не менее найденная на острове Нануманга пещера со следами костра может свидетельствовать о том, что архипелаг был колонизирован ранее.
Европейским первооткрывателем Тувалу стал испанский мореплаватель Альваро Менданья де Нейра, проплывший мимо островов в 1568 году. Путешественник назвал архипелаг «Лагунными островами». Вплоть до XVIII века Тувалу оставалось незамеченным другими мореплавателями. Только в 1788 году часть островов была открыта английскими капитанами Томасом Гилбертом и Джоном Маршаллом. В 1819 году острова Тувалу были обследованы с борта канадского судна «Ребекка», капитан которого назвал архипелаг «Островами Эллис» в честь владельца корабля по фамилии Эллис.
В первой половине XIX века мимо островов стали проплывать китобойные судна, но из-за отсутствия удобных мест для причала поселения чужеземцев не были основаны. Во второй половине девятнадцатого века на архипелаге стали часто появляться перуанские работорговцы, которые в период с 1862 по 1864 год вывезли с атоллов Фунафути и Нукулаэлаэ свыше 400 человек. В 1865 году на островах Тувалу высадились первые христианские миссионеры из Лондонского миссионерского общества.
В 1892 году архипелаг стал частью британского протектората Острова Эллис, а в 1916 году — частью британской колонии Острова Гилберта и Эллис. В годы Второй мировой войны на островах Тувалу располагалась военная база союзников.
В 1974 году на архипелаге был проведён референдум, по результатам которого Острова Эллис, где большую часть населения составляли полинезийцы, отделились от Островов Гилберта, на которых проживали преимущественно микронезийцы. В следующем году Острова Эллис стали отдельной британской колонией Тувалу, получившей независимость в 1978 году.

## Административное деление
В административном отношении Тувалу разделено на 7 островных (Нанумеа, Ниутао, Нануманга, Нуи, Ваитупу, Нукулаэлаэ и Нукуфетау) и 1 городской совет (Фунафути).
| № | Провинция  | Название на английском языке | Административный центр | Площадь, км² | Население, чел. (2002) | Плотность, чел./км² |
| - | ---------- | ---------------------------- | ---------------------- | ------------ | ---------------------- | ------------------- |
| 1 | Ваитупу    | Vaitupu                      | Асау                   | 5,60         | 1591                   | 284,11              |
| 2 | Нануманга  | Nanumanga                    | Тонга                  | 2,78         | 589                    | 211,87              |
| 3 | Нанумеа    | Nanumea                      | Лолуа                  | 3,87         | 664                    | 171,58              |
| 4 | Ниутао     | Niutao                       | Кулия                  | 2,53         | 698                    | 275,89              |
| 5 | Нуи        | Nui                          | Танраке                | 3,25         | 548                    | 168,62              |
| 6 | Нукулаэлаэ | Nukulaelae                   | Фангауа                | 1,82         | 393                    | 215,93              |
| 7 | Нукуфетау  | Nukufetau                    | Сававе                 | 2,99         | 586                    | 195,99              |
| 8 | Фунафути   | Funafuti                     | Ваиаку                 | 2,79         | 4492                   | 1610,04             |
|   | Всего      |                              |                        | 25,63        | 9561                   | 373,04              |

## Население
| 1960  | 1961  | 1962  | 1963  | 1964  | 1965  | 1966    | 1967    | 1968    | 1969  | 1970  | 1971  |
| ----- | ----- | ----- | ----- | ----- | ----- | ------- | ------- | ------- | ----- | ----- | ----- |
| 6104  | ↗6242 | ↗6391 | ↗6542 | ↗6687 | ↗6819 | ↗6935   | ↗7037   | ↗7128   | ↗7213 | ↗7296 | ↗7379 |
| 1972  | 1973  | 1974  | 1975  | 1976  | 1977  | 1978    | 1979    | 1980    | 1981  | 1982  | 1983  |
| ↗7459 | ↗7538 | ↗7613 | ↗7685 | ↗7752 | ↗7816 | ↗7883   | ↗7959   | ↗8051   | ↗8160 | ↗8284 | ↗8413 |
| 1984  | 1985  | 1986  | 1987  | 1988  | 1989  | 1990    | 1991    | 1992    | 1993  | 1994  | 1995  |
| ↗8537 | ↗8648 | ↗8741 | ↗8821 | ↗8889 | ↗8949 | ↗9004   | ↗9056   | ↗9103   | ↗9148 | ↗9188 | ↗9227 |
| 1996  | 1997  | 1998  | 1999  | 2000  | 2001  | 2002    | 2003    | 2004    | 2005  | 2006  | 2007  |
| ↗9264 | ↗9298 | ↗9334 | ↗9374 | ↗9419 | ↗9471 | ↗9530   | ↗9590   | ↗9646   | ↗9694 | ↗9732 | ↗9764 |
| 2008  | 2009  | 2010  | 2011  | 2012  | 2013  | 2017    | 2020    | 2022    |       |       |       |
| ↗9788 | ↗9808 | ↗9827 | ↗9844 | ↗9860 | ↗9876 | ↗11 192 | ↗11 792 | ↘10 643 |       |       |       |

### Численность и размещение

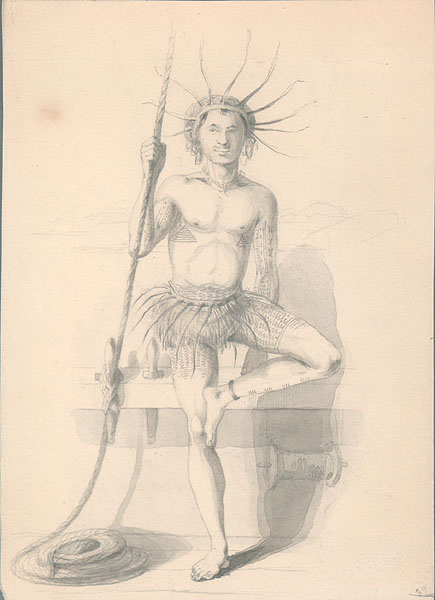
Житель Тувалу в традиционном наряде (1841 год)

Согласно последней переписи 2002 года численность населения Тувалу составляла 9561 человек (включая туристов, временных рабочих; численность постоянного населения — 9359 человек). К 2008 году эта цифра увеличилась до 12 177 человек (оценка). Несмотря на то, что темпы прироста населения увеличились с 0,6 % в 1991—2002 годах до 1,577 % в 2008 году, рост населения Тувалу остаётся достаточно низким на фоне других стран Океании. Одной из основных причин этого является эмиграция населения. В 2001 году в Новой Зеландии (преимущественно в городах Окленд и Веллингтон) проживало 1960 представителей народа тувалу (чуть меньше 1 % от численности народов Океании, проживающих на территории Новой Зеландии). Диаспоры выходцев из Тувалу также есть в Фиджи (на острове Киоа, который был арендован жителями острова Ваитупу после Второй мировой войны), Самоа, Кирибати (в основном это потомки тувалийских работников острова Банаба), Науру (работники Науруанской фосфатной компании).
Значительная часть населения Тувалу проживает в столице и единственном городе страны, Фунафути, — 47 %. Внутренняя миграция населения, характеризующаяся переселением людей с отдалённых островов на атолл Фунафути, является одной из основных тенденций, отмеченных на Тувалу. Например, в 1992 году на атолле проживало 42 % населения страны, а в 1979 году — всего 29 %. Это создаёт увеличенную нагрузку на ресурсы и земли острова, приводит к береговой эрозии, негативно сказывается на местной экосистеме. Единственными отдалёнными островами, где в 2002 году был отмечен рост населения, были Ваитупу (рост на 389 человек по сравнению с 1992 годом) и Нукулаэлаэ (рост на 40 человек). На всех остальных атоллах наблюдалась депопуляция: самая значительная — на острове Нукуфетау (численность населения уменьшилась на 165 человек). Самая высокая плотность населения в 2002 году была зарегистрирована на атолле Фунафути — 1610 человек на км², в то время как по стране эта цифра составляла 373 человека на км² (самая низкая плотность — на атолле Ниулакита, 83 человека на км²).
В 2002 году мужчины составляли 49,3 % (4614 чел.), женщины — 50,7 % (4745 чел.). Доля городского населения — 47 %, сельского — 53 %.
Уровень естественного прироста в 2008 году составил 1,577 %. Доля детей до 15 лет в 2002 году — 36,4 %, взрослого населения от 15 до 59 лет — 55 %, старше 60 лет — 8,6 %, таким образом, средний возраст населения составлял 23,6 года (в 1991 году — 25,1 года). Средняя продолжительность жизни мужчин, согласно оценке 2008 года, — 66,7 лет, женщин — 71,36 лет.

### Этнический состав

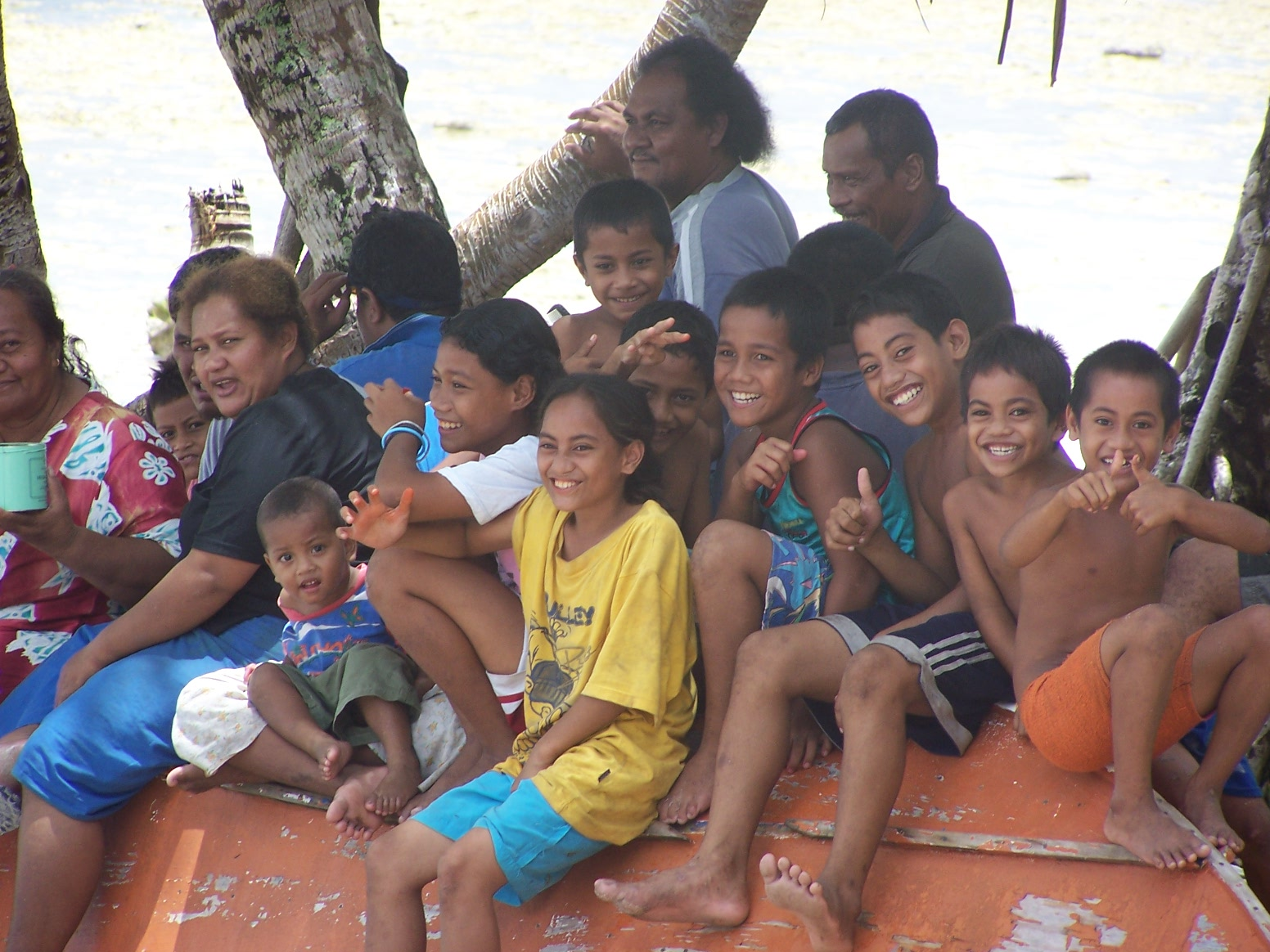
Дети острова Ниутао

Население Тувалу гомогенное: согласно переписи 2002 года более 94 % жителей были представителями коренного полинезийского народа тувалу, 4,6 % — представители смешанных браков тувалу и других народов, и только 168 человек (или 1,8 %) были иностранцами (прежде всего, выходцы с других островов Тихого океана, из них большинство — представители микронезийского народа кирибати).

### Языки
Помимо английского языка официальным языком страны является язык тувалу, относящийся к полинезийским языкам. В нём имеется большое количество заимствований из самоанского языка, который в прошлом использовался христианскими миссионерами. Тем не менее носители двух этих языков не понимают друг друга. Наиболее близким языком является токелау. Общая численность носителей тувалу в 1998 году составляла около 10 670 чел.
Для записи 11 согласных и пяти гласных звуков используется алфавит на основе латинского. Всего выделяются семь диалектов тувалу, которые разделяются на две диалектные зоны: северную (распространён на островах Нанумеа, Нануманга, Ниутао и Ниулакита) и южную (официальный вариант языка; распространён на островах Фунафути, Ваитупу, Нукуфетау и Нукулаэлаэ).
В стране есть носители и других тихоокеанских языков: самоанского и кирибати. Особый интерес представляет атолл Нуи, который в течение нескольких веков находился под сильным влиянием микронезийской культуры соседних островов Гилберта, воины которых захватили остров в XVII—XVIII веках. Жители Нуи разговаривают на одном из диалектов языка тувалу, который является смешением языков кирибати, тувалу и самоанского.

### Религиозный состав

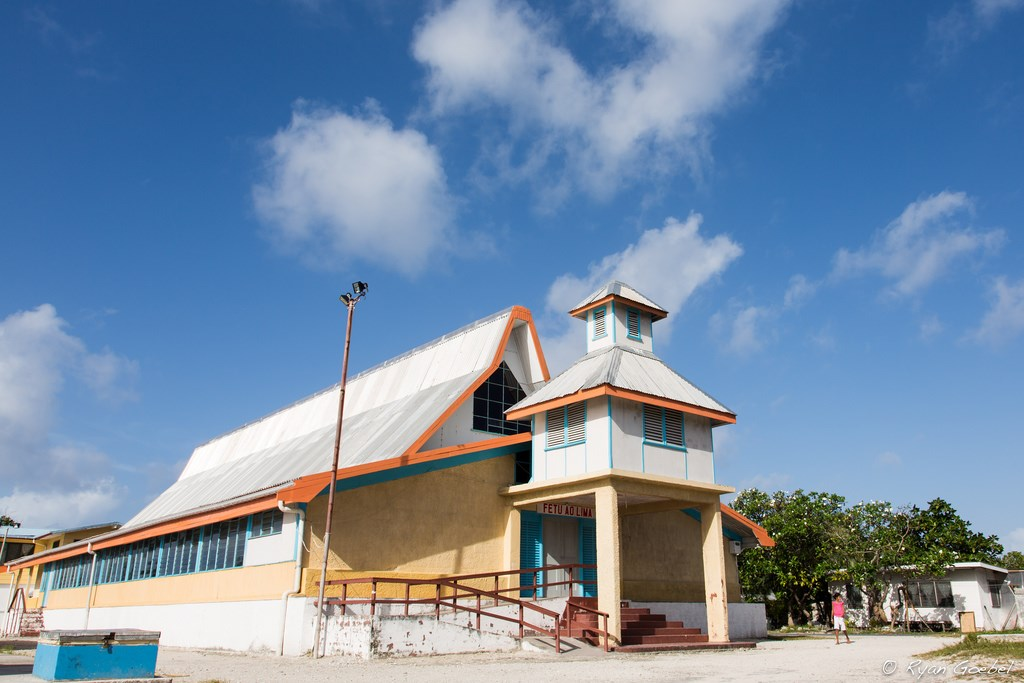
Фету Ао Лима (Церковь Утренней звезды), Конгрегационалистская христианская церковь Тувалу

Господствующей религией на островах Тувалу является христианство, привнесённое на архипелаг священником Элекана (англ. Elekana) с острова Манихики в 1861 году. Пробыв на островах Тувалу четыре месяца, священник отправился в Самоа, чтобы выучиться миссионерскому делу. Впоследствии Элекана вернулся на архипелаг, а сами острова вошли в сферу влияния Лондонского миссионерского общества. В 1969 году от этого миссионерского общества отделилась Церковь Тувалу (англ. Te Ekalesia Kelisiano Tuvalu).
В 2002 году доля протестантов (конгрегационалистов Церкви Тувалу) составляла 91 % (8521 человек), адвентистов седьмого дня — 2 % (183 человек). За ними следовали представители Веры Бахаи (177 человек), Ассамблеи братьев (англ. Brethren Assembly, новое протестантское течение, 166 человек). На островах также представлены другие религиозные течения, но количество их сторонников невелико.
На всех островах Тувалу имеются традиционные вожди, которые одновременно являются членами Церкви Тувалу. Большая часть последователей других религий представлены на атолле Фунафути (за исключением острова Нанумеа, где зарегистрирована большая доля последователей Бахаи).
Конституция страны гарантирует свободу вероисповедания.

## Политическое устройство

### Государственный строй
Тувалу — суверенное демократическое государство. Конституция, принятая 1 октября 1978 года, устанавливает монархическую форму правления с Вестминстерской системой парламентаризма.
Ряд премьер-министров страны (Сауфату Сопоанга, Маатиа Тоафа) были сторонниками изменения государственного строя Тувалу с монархического на республиканский, возглавляемый президентом (в настоящее время страна входит в состав Содружества наций и официальным главой государства является британский монарх). Однако на референдуме, состоявшемся 30 апреля 2008 года, за сохранение монархии проголосовало 1260 человек, и только 679 — за переход к республике.

#### Законодательная власть
Законодательным органом страны является однопалатный парламент, или Фале И Фоно (тувалу Fale I Fono) (также называется Палатой ассамблей), состоящий из не менее, чем 12 депутатов, и избираемый на четырёхлетний срок. Депутаты избираются на основе всеобщего избирательного права по мажоритарной системе относительного большинства в многомандатных и одномандатных округах. Правом избрания в депутаты парламента обладают все граждане Тувалу, достигшие 21 года (при этом существует ряд исключений, при которых кандидатам отказывают в регистрации). Сразу же после парламентских выборов члены парламента из своего числа избирают спикера Глава государства вправе распустить парламент в случае, если остаётся вакантным место премьер-министра или если в течение определённого периода времени (он определяется здравым рассудком главы государства) премьер-министр так и не был избран.
Парламент Тувалу наделён правом издания законов, которые не противоречат Конституции страны. Каждый член парламента вправе вносить на рассмотрение законопроект, предложение о дебатах в парламенте, подать петицию в парламент. Как одна из форм ответственности и консультаций все законопроекты после первого чтения в парламенте направляются в местные правительства (или фалекаупуле) на рассмотрение и комментирование. Исключением из этого правила являются те законопроекты, за которые поручился генерал-губернатор Тувалу, а также те, которые не имеют общественной значимости. В этих случаях генерал-губернатор обязан действовать по рекомендации Кабинета министров.

#### Исполнительная власть
Согласно Конституции Тувалу монархом и главой государства является Его Величество Король Карл III. Пост главы государства является символом единства и самобытности Тувалу. Глава государства обязан действовать только по рекомендации Кабинета министров, премьер-министра или другого министра, который наделён общими или специальными полномочиями Кабинета.
Глава государства представлен в Тувалу генерал-губернатором, назначаемым им по совету премьер-министра (при этом премьер-министр должен заранее проконсультироваться с другими членами парламента) сроком на четыре года. Генерал-губернатором может стать только человек, достигший возраста 50 лет. Однако он не должен быть старше 65 лет. Генерал-губернатор выполняет функции главы государства, если тот находится за пределами Тувалу или в преклонном возрасте, является неправоспособным.
Помимо главы государства и генерал-губернатора, которые согласно Конституции Тувалу наделены исполнительной властью, существует Кабинет министров, несущий коллективную ответственность перед парламентом за выполнение исполнительных функций правительства страны. Кабинет состоит из премьер-министра и других министров, которых должно быть не более 1/3 от общего числа парламентариев и которые одновременно являются членами парламента. Один из министров, не считая премьер-министра Тувалу, является заместителем премьер-министра, который назначается главой государства по рекомендации премьер-министра. Премьер-министр избирается тайным голосованием членами парламента из своего состава. Сфера ответственности премьер-министра и других министров определяется главой государства, который должен руководствоваться рекомендациями премьер-министра. В целом, премьер-министр ответственен за Кабинет министров и парламент, конституционные и политические вопросы, государственную службу, координацию правительства, судебные и юридические вопросы, телерадиовещание и информацию, полицию, тюрьмы, противопожарную службу, иммиграцию, религиозные вопросы, национальные выборы и внешнюю политику.

#### Судебная власть
Система судебных органов Тувалу включает Юридический комитет Тайного совета в Лондоне (англ. Sovereign in Council), апелляционный суд (англ. Court of Appeal for Tuvalu), Высокий суд (англ. High Court of Tuvalu) и другие виды судов (среди них: магистратские суды и островные суды).
Высокий суд Тувалу — высший суд письменного производства, суд первой инстанции в рассмотрении уголовных и гражданских дел, установленный Конституцией. Он состоит из председательствующего судьи и других судей, количество которых оговорено текущим законодательством. Председательствующий судья назначается главой государства по рекомендации Кабинета министров, остальные судьи — по рекомендации Кабинета после консультаций с председательствующим судьёй. Судьями могут стать только лица, являющиеся или бывшие судьями в судах неограниченной юрисдикции по гражданскими и уголовным делам в любой из стран, законодательство которой схоже с законодательством Тувалу, или в судах, которые рассматривают апелляции от подобных судов. Также обязательным условием является наличие пятилетней практики в качестве барристера или солиситора. В юрисдикцию Высокого суда Тувалу входит: рассмотрение вопросов, связанных с обеспечением Билля о правах, содержащемся в Конституции страны; вопросов по членству в парламенте; других вопросов, связанных с интерпретацией и применением Конституции; слушание апелляций на решения нижестоящих судов.
Апелляционный суд Тувалу занимается рассмотрением апелляций на решения Высокого суда независимо от того, является ли это осуществлением общей или апелляционной юрисдикции. Тайный совет рассматривает апелляции на решения Апелляционного суда.

#### Избирательные округа
Избирательными правами наделяются граждане Тувалу, достигшие 18 лет. Не имеют права участвовать в выборах лица, приговорённые судом любой из стран Содружества наций к смертной казни или тюремному заключению сроком более 12 месяцев и впоследствии не помилованные; признанные душевнобольными; вычеркнутые из списков избирателей за оскорбления, связанные с выборами. В случае тюремного заключения гражданин Тувалу может принять участие в выборах только спустя три года после освобождения.
Страна разделена на 8 избирательных округов. Округа Ваитупу, Нанумеа, Ниутао, Фунафути представляют в парламенте два депутата; округа Нануманга, Нуи, Нукуфетау, Нукулаэлаэ — один депутат.

#### Местное самоуправление
Впервые местное самоуправление на островах было введено в колониальный период в середине 1960-х годов с учреждением островных советов, островных судов и островных земельных судов. При введении этой системы администрация не придала особого значения традиционным формам управления на островном уровне, поэтому ряд функций, которые выполняли традиционные лидеры, оказались в юрисдикции новообразованных островных советов, которые, однако, не пользовались авторитетом у местных жителей.
Возвращение к традиционным формам местного самоуправления произошло в 1997 году, когда с принятием Закона о фалекаупуле были официально признаны фалекаупуле (тувалу Falekaupule), или традиционные собрания, существующие на каждом острове Тувалу. После передачи им ряда функций, ранее выполняемые местными правительственными советами, фалекаупуле получили бо́льший контроль над деятельностью и делами островов, которые, в свою очередь, стали более самостоятельными в решении внутренних вопросов. Всего существует восемь фалекаупуле (на островах Ваитупу, Нануманга, Нанумеа, Ниутао, Нуи, Нукуфетау, Нукулаэлаэ, Фунафути), в каждой из которых входят по шесть человек. Исполнительным подразделением фалекаупуле являются каупуле (тувалу Kaupule), которые выполняют ряд функций, упомянутых в Законе, кроме избрания пуле (главы) каупуле, одобрения островного бюджета, постановлений и назначения служащих, работающих в каупуле.

### Политические партии
В Тувалу отсутствуют политические партии, хотя существует неофициальная оппозиционная группа, которая состоит из людей, которые не поддерживают правительство.

### Вооружённые силы и полиция
В Тувалу отсутствуют постоянно действующие вооружённые силы, поэтому в бюджете страны не предусмотрены расходы на содержание армии.
Однако в Тувалу существуют полицейские силы (англ. Tuvalu Police Force), которые включают в себя подразделения по наблюдению за морским пространством (в задачу входят поисковые и спасательные миссии, разведывательные операции), таможенное, тюремное и иммиграционное подразделения. Основной их задачей является поддержание закона и порядка, сохранение мира, защита жизни и собственности, предупреждение и расследование преступлений. В 2007 году в полиции страны служил 81 человек. Полицию Тувалу возглавляет начальник, назначаемый генерал-губернатором по рекомендации Комиссии по вопросам государственной службы, которая заранее должна проконсультироваться с Кабинетом министров.
В 2003 году в стране было совершено 2345 преступлений (в 2002 году — 2370). Из них: против личности человека — 1666, кражи — 591.

### Внешняя политика и международные отношения
Тувалу поддерживает дипломатические отношения с более чем 28 странами, в том числе и с Тайванем.
18 сентября 2011 Тувалу признало независимость Абхазии, 19 сентября — Южной Осетии. 22 октября 2011 года между Тувалу и Российской Федерацией установлены дипломатические отношения.
Грузия разорвала дипломатические отношения с государством Тувалу 16 февраля 2012 года из-за признания последней независимости Абхазии и Южной Осетии. Ранее дипломатические отношения между Грузией и Тувалу были установлены в феврале 2011 года. 31 марта 2014 года в Тбилиси представители Тувалу подписали акт о восстановлении дипломатических отношений и отозвали акт признания независимости Абхазии и Южной Осетии.
Единственной страной, которая имеет своё посольство в столице этого тихоокеанского государства городе Фунафути, является Тайвань.
Единственное же дипломатическое представительство Тувалу расположено в Фиджи. Страна также имеет постоянного представителя при ООН и почётных консулов в Новой Зеландии, Австралии, Германии, Японии, Великобритании, Швейцарии и Тайване.
Основным регионом внешнеполитической деятельности Тувалу является Тихий океан, однако в последние годы страна стала принимать активное участие не только в региональных, но и международных форумах, основной темой которых является проблема изменения глобального климата. Тувалу — член ООН (стал 189 государством-членом 5 сентября 2000 года), Содружества наций, Секретариата тихоокеанского сообщества, Форума тихоокеанских островов, Стран Африки, Карибского бассейна и Тихоокеанского региона и других международных организаций.

## Экономика

### Общая характеристика
Характеристики, определяющие экономическую ситуацию на Тувалу, ничем не отличаются от характеристик других стран Океании: огромная исключительная экономическая зона, ограниченные природные богатства, отдалённость от основных мировых рынков сбыта, дефицит высококвалифицированных специалистов. При этом основными факторами, которые могут повредить экономической стабильности на островах, являются нестабильность международных инвестиций, снижение доходов от лицензирования судов, природные катастрофы и колебания на мировых рынках.
Экономика на островах рыночно-натуральная: ориентированная на рынок экономическая деятельность в основном сосредоточена в городе Фунафути, в то время как на отдалённых островах преобладает хозяйство натурального типа. Тувалу относится к странам Четвёртого мира, то есть к беднейшим в мире.
Экономика страны в значительной степени базируется на государственном секторе, составляющем около 60 % ВВП страны. Основными отраслями экономики по состоянию на 1998 годы были: государственное обслуживание (25 %), строительство (16 %), торговля и услуги государственных предприятий, не относящихся к ЖКХ (15 %), сельское хозяйство и рыболовство (13 %), базовая экономическая деятельность (31 %).
Существенные денежные поступления ежегодно осуществляются через Трастовый фонд Тувалу (англ. Tuvalu Trust Fund), который является международным фондом, основанным в 1987 году Австралией, Великобританией и Новой Зеландией при поддержке Южной Кореи и Японии. Благодаря инвестициям капитал фонда возрос в 2006 году с первоначальных USD$17 млн до USD$77 млн.
Несмотря на существование большого количества факторов, препятствующих экономическому развитию страны, в экономической сфере в последние годы были достигнуты определённые успехи, которые можно объяснить несколькими причинами: ростом денежных переводов от граждан Тувалу, работающих на иностранных судах, хорошими доходами от выдачи лицензий иностранным судам на право вылова рыбы в ИЭЗ, значительными денежными поступлениями от продажи национального домена верхнего уровня (.tv), ростом финансовой поддержки иностранных государств.
Согласно данным ЦРУ в 2002 году ВВП страны составлял около $14,94 млн, а ВВП на душу населения — $1600. При этом его рост на протяжении последних десятилетий был очень неравномерным. Например, в 1998 году он достигал 19 %, в 2000 году — 14 %, а в 1996 и 1999 годах имел отрицательные показатели: −1 % и −6 %.

### Сельское хозяйство
Одним из важных секторов экономики Тувалу является сельское хозяйство. Тем не менее на развитии этой отрасли негативно сказывается низкое плодородие, пористость, а также засолённость (особенно после высоких приливов и циклонов) местных почв, многие из которых непригодны для обработки. Большая часть таких земель сосредоточена на северных островах архипелага, где также более засушливый, чем на южных островах, климат.
Основной сельскохозяйственной культурой является кокосовая пальма, имеющая широчайшее применение. Кокосы используются местными жителями в пищевых целях, а также в качестве корма для домашних животных (в основном свиней). Кокосовое молоко идёт на изготовление алкогольного напитка тодди. Другие части растения, прежде всего, листья, идут на плетение циновок, корзин и других ремесленных изделий. Древесина кокосовой пальмы служит важнейшим строительным материалом, а также в качестве дров. Из маслянистого эндосперма орехов этого растения производят копру — основной экспортный товар страны. Однако в последние годы её производство значительно снизилось (преимущественно из-за низких мировых цен). Другими широко распространёнными сельскохозяйственными культурами являются панданус, хлебное дерево, бананы, папайя. Жители также выкапывают небольшие ямы, в которых выращивают гигантское болотное таро (англ. Cyrtosperma chamissonis).
Для собственных нужд островитяне разводят свиней, кур и уток.

### Рыболовство
Рыба — одно из национальных богатств Тувалу, которое играет очень важную роль в экономике и жизни страны и составляет основу пищевого рациона местных жителей. Страна располагает огромной исключительной экономической зоной (ИЭЗ), площадь которой составляет 518 670 км². Благодаря соглашениям с другими государствами мира на право вылова рыбы в ИЭЗ обеспечивается существенный приток денежных средств в Тувалу (например, в 2000 году выручка от выдачи лицензий составила AUD$ 9,7 млн или 44 % всех государственных доходов). В океане преимущественно занимаются промыслом рыб семейства скумбриевых, особенно тунца видов лат. Katosowonuspelamis. Основными партнёрами Тувалу в сфере рыболовства являются США, Япония и Китай.
Примерно 15 % взрослого населения Тувалу работают за границей моряками на торговых кораблях, и осуществляемые ими денежные переводы являются важным источником дохода страны: в 2006 году они составили около $4 млн.

### Транспорт

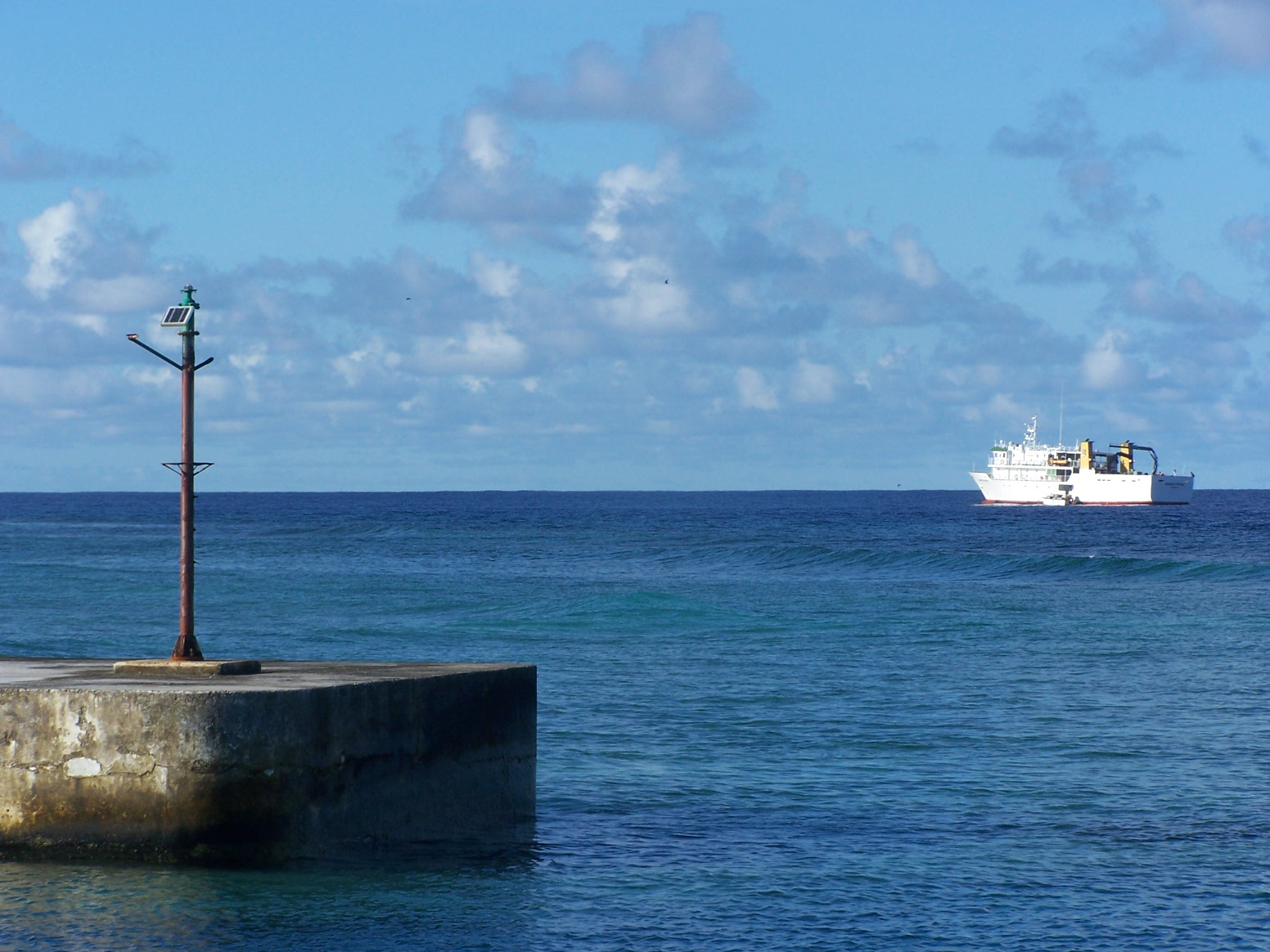
Один из двух паромов, соединяющих Фунафути с другими островами группы.

В 2002 году длина шоссейных дорог Тувалу составляла всего 8 км. В стране отсутствует железнодорожный транспорт.
Перелёты в Тувалу осуществляются авиакомпаниями «Air Fiji» (полёты из Сувы, столицы Фиджи) и «Air Pacific» (полёты из Нанди (Фиджи)). Всего в 2007 году в стране действовал 1 аэропорт — Международный аэропорт Фунафути.
На острове Фунафути действует общественный транспорт, но наиболее популярным видом транспорта является такси. Единственным портом страны является город Фунафути. Несмотря на маленькую площадь Тувалу, флот этого государства составляет 74 корабля.

### Связь

Почтовая марка Тувалу.

Пресса Тувалу представлена всего двумя изданиями: информационный бюллетень правительства «Sikuleo o Tuvalu» издаётся на языке тувалу; тувалу-англоязычная газета «Tuvalu Echoes» является собственностью правительственной Корпорации СМИ Тувалу (англ. Tuvalu Media Corporation), которой также принадлежит новостной интернет-портал «Tuvalu News».
На островах работает одна FM-станция: «Radio Tuvalu». Национальных телевизионных каналов в стране нет; местные жители, тем не менее, пользуются спутниковым телевидением.
В Тувалу доступны различные виды телекоммуникационных услуг: телекс, телефония, Интернет. В 2005 году в стране в пользовании было 900 домашних телефонов и 1300 мобильных телефонов. В 2002 году на Тувалу Интернетом пользовалось 1300 человек.
В начале 1990-х годов в связи с развитием Интернета особый интерес среди телекоммуникационных компаний вызвал национальный домен Тувалу .tv (в переводе с английского языка «телевидение»). В 1998 году правительство Тувалу продало его канадской компании «Information.ca», надеясь на высокие доходы и выплату в размере USD$50 млн. Но вскоре сделка была разорвана, а домен был продан американской компании «The .tv Corporation International», которая впоследствии вошла в состав компании «Idealab! Internet Incubator» (штаб-квартира в Калифорнии). Согласно новому контракту, Тувалу получило 20 % акций новой компании и минимальный доход в размере USD$50 млн (сумма должна была выплачиваться в течение 12,5 лет по USD$1,0 млн в квартал). В 2000 году страна получила дополнительный единовременный платёж в размере USD$12,5 млн. Но потенциал регистрации в домене был слишком завышен, и в конце 2001 года «The .tv Corporation International» продала домен за USD$45 млн другой американской компании «Verisign Corporation», которая занимается регистрацией сайтов в доменах .com, .net и .org. За подписание контракта Тувалу получило дополнительные USD$10 млн. Согласно новому соглашению правительству страны также гарантируются ежегодные выплаты в размере USD$2,2 млн и 5 % ежегодной выручки от регистрации в домене, а компания «Verisign Corporation» получила права на домен до 2016 года.
С начала 1990-х по 2000 год Тувалу также сдавала свой телефонный код 688 различным компаниям, специализировавшимся на оказании секс-услуг по телефону. При этом денежные доходы от телефонного кода для крошечной страны были достаточно ощутимыми: в 1999 году они составили AUD$ 3 млн (или USD$ 1,6 млн). Но по религиозным и моральным причинам правительство Тувалу вынуждено было отказаться от этого источника доходов.
Дополнительным источником пополнения государственного бюджета являются выпуск и продажа почтовых марок и монет. Филателистическое бюро Тувалу было создано в 1978 году, став к началу 1980-х годов третьим по величине работодателем в Тувалу. Пик выпуска и продажи почтовых марок в стране относится к 1980—1981 годам, когда доходы в этой сфере составляли до 20 % государственного бюджета. Но после попытки правительства увеличить объёмы выпуска марок за счёт таких тем, как «Мировые лидеры», «Автомобили», «Поезда» и «Футболисты», интерес филателистов всего мира резко упал. После этого Тувалу не смогло восстановить свои позиции, и в настоящее время доходы от продажи марок значительно ниже, чем были раньше.

### Туризм
Туристический сектор экономики Тувалу развит достаточно плохо, а количество прибывающих в страну туристов остаётся достаточно низким по сравнению с другими странами Океании. Причиной этому могут служить несколько факторов, основными из которых являются плохое воздушное сообщение с другими странами мира и высокая стоимость перелётов, низкое качество представляемых услуг (в том числе, неразвитость гостиничного сектора). Тем не менее в Тувалу существуют предпосылки для развития экотуризма.
В 2007 году острова посетило 1130 человек (например, в 1998 году — 1006 человек, в 2003 году — 1377 человек). Основной поток туристов направляется на атолл Фунафути, где расположена единственная в стране гостиница и другие места размещения туристов. В 2002 году 13,46 % ВВП Тувалу составляли доходы от туризма. Архипелаг преимущественно посещают граждане Японии, Фиджи, Австралии и Новой Зеландии.

### Внешние экономические связи
В 2017 году основными статьями экспорта Тувалу являются неразделанная мороженная рыба (2,01 миллиона долл.), на которую приходится почти половина от всего объёма выручки и химические товары (краски (333 тысяч долл.), полиацетали (175 тысяч долл.), лабораторные реактивы (170 тысяч долл.) и др.).
Основными статьями импорта Тувалу являются нефтепродукты (8,41 миллиона долл.) — 24 %, металлы и изделия из них ($8,94 миллиона долл. — 25 %), рыболовецкие суда (4 миллиона долл.) — 11 %, а т.ж. строительные материалы и различные продовольственные товары и полуфабрикаты.
Главные партнёры по экспорту: Япония ($2,01 миллиона), Франция ($892 Тысяча), Босния и Герцеговина ($201 Тысяча), США ($152 Тысяча) и Австралия ($126 Тысяча); по импорту — Китай ($10,8 миллиона), Фиджи ($9,8 миллиона), Южная Корея ($4,78 миллиона), Чили ($2,7 миллиона) и ЮАР ($1,97 миллиона). Общий товарооборот Тувалу в 2017 году оценивается в 4,02 миллиона долл. США по экспорту и 35,6 миллиона долл. США по импорту.

### Денежная система и финансы
Денежные единицы Тувалу — доллар Тувалу и австралийский доллар. В период с 1966 по 1976 год в стране находился в обращении только австралийский доллар, но с 1976 года был введён доллар Тувалу, который существует только в виде монет. Сам по себе он не является самостоятельной валютой, но, тем не менее, имеет свой код ISO 4217. В денежном эквиваленте доллар Тувалу приравнен к австралийскому доллару.
По бюджету на 2006 год расходы составляли 23,05 млн долларов США, а доходы — 21,54 млн долларов США. При этом расходы правительства Тувалу остаются очень высокими: их соотношение с ВВП страны колебалось в пределах 150—220 % в период с 1999 по 2003 год. Из этого следует, что расходы правительства являются главной движущей силой экономической активности в Тувалу. Вызвано это тем, что частный сектор находится только в зачаточном состоянии, и вряд ли он сможет стать ведущим сектором экономики из-за многочисленных факторов, сдерживающих его развитие.
Важным источником пополнения бюджета страны являются также почтовые марки, которые вызывают интерес филателистов со всего мира.
В стране отсутствует центральный банк, а внутренняя банковская система Тувалу представлена всего одним банком — Национальным банком Тувалу, который находится в собственности правительства.

## Культура

### Социальная организация
Ещё до появления в Тувалу европейцев местное население было разделено на отдельные группы, члены которых обладали определёнными правами и обязанностями. Исторически каждый остров архипелага был политически самостоятельным, хотя между атоллами Фунафути, Нукуфетау, Нукулаэлаэ и Ваитупу существовали тесные связи, основанные на почитании общего предка и ритуальной иерархии.
Признанными лидерами традиционного общества как в политическом, так и в религиозном смысле, были алики (тувалу aliki), или вожди, власть которых передавалась по наследству. Обладая огромным авторитетом, они руководили жизнью островитян. Согласно представлениям народа тувалу между сверхъестественным миром и алики существовала тесная взаимосвязь: по сути, вождь был тенью более могущественного и властного существа, которому подчинялась вся Вселенная. Любое решение алики было окончательным и неизменным, поэтому каждый островитянин был обязан ему подчиниться, иначе могло последовать наказание вплоть до смерти. Приближённых и помощников алики называли тао-алики (тувалу tao aliki). Они консультировали верховного вождя по вопросам ведения хозяйства, доносили о возможных угрозах, были посредниками между жителями и алики, организовывали распределение земли и еды между общинниками. Особым почтением пользовались старейшие главы общин. Они могли делать замечания алики (в основном в вопросах продуктового обеспечения и подготовки к войне), часто консультировали его. Женщины занимались домашним хозяйством, плели циновки, корзины, делали украшения. Каждая тувалийская семья, или солога (тувалу sologa), занималась определённым делом в общине: кто-то строил дома, кто-то каноэ и так далее.

### Музыка и танцы

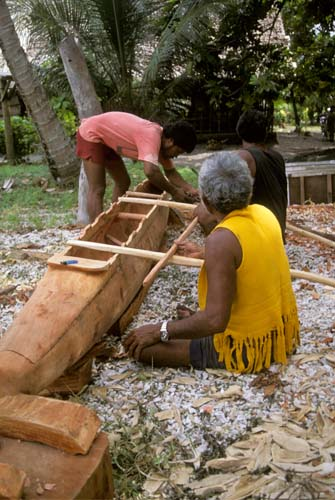
Мужчины вырезают каноэ на атолле Нанумеа.

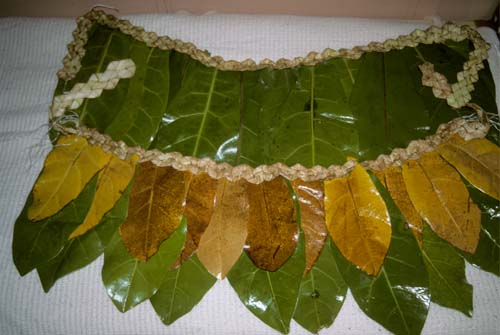
Традиционная юбка, сделанная из листьев баррингтонии, атолл Нанумеа.

Значительное место в жизни народа тувалу занимает музыка и танцы, которые теснейшим образом взаимосвязаны друг с другом.
Музыкальный стиль Тувалу развивался на протяжении нескольких веков и его можно описать как «музыкальный микрокосм Полинезии, где сосуществуют современные и более старые стили». Тем не менее многие из музыкальных и танцевальных традиций не сохранились. Негативное влияние в этом отношении сыграло появление в Тувалу христианских миссионеров, которые распространяли среди островитян песни с религиозным содержанием и европейской мелодией и запрещали исполнение многих традиционных танцев по этическим причинам. Например, до появления на островах миссионеров традиционная музыка сопровождалась пением, которое было похоже на монотонное чтение, но впоследствии эта традиция исчезла, как и особые песни, которые исполнялись женщинами во время работы мужчин. Тематика песен была весьма разнообразной: в основном в них отражалась повседневная жизнь островитян, их чувства и эмоции. Существовали и песни на мифологическую тематику.
Кроме развлекательной функции, два традиционных тувалийских танца факанау (тувалу fakanau) и факасеасеа (тувалу fakaseasea) имели и другое важное значение: они исполнялись в честь правящих вождей или отличившихся островитян, которые преуспели в сооружении каноэ, рыболовстве, отличились мужеством. Однако из этих двух танцев сохранился только факасеасеа.
Факанау представлял собой сидячий танец, сопровождавшийся движением рук и верхней части туловища. Он был широко распространён на островах Ниутао и Нукуфетау и исполнялся преимущественно мужчинами, которые сидели кругом. В центре обычно находился дед, считавшийся наиболее опытным в исполнении танца и занимавшийся выдерживанием такта. На Ниутао танец иногда исполнялся сидя на коленях или стоя. Несмотря на популярность факануа, прибывшие на острова миссионеры посчитали этот танец слишком эротичным и запретили его. Запрет был также вызван тем, что факанау имел и религиозное значение.
Традиционным женским танцем на острове Ниутао был ога, или онга (тувалу oga, onga), который исполнялся либо сидя, либо на коленях. Факасеасеа в отличие от факанау сопровождается более медленной мелодией, а исполняется одним или двумя танцорами. Остальные же присутствовавшие поют или отбивают такт.
Самым известным видом танца, как и музыки Тувалу, является фателе (тувалу fatele), в котором прослеживается сильное влияние европейской мелодичности и гармоничности, а лиризм является важнейшей чертой. Танцоры при исполнении фателе сидят в два или более ряда, так что лучшие из них находятся спереди в центре. Полукругом, лицом к танцорам, сидят мужчины и молодёжь, которые составляют хор и отбивают такт, ударяя ладонями по циновками (иногда даже по небольшим деревянным сундукам).
Единственным инструментом, который использовался для музыкального сопровождения танцев, был небольшой щелевой гонг, который назывался или нафа (тувалу nafa), или пате (тувалу pātē, он меньше размером, чем нафа). Очень часто мелодия получалась благодаря лёгким ударам веерами по ладоням. При исполнении факасеасеа и фателе женщины и мужчины хора сильно били по циновкам, на которых они сидели, чтобы таким образом отбивать такт песни, а при исполнении ога — хлопали в ладоши.

### Спорт
В Тувалу есть своя национальная сборная по футболу. Однако национальная федерация не входит в ФИФА, оставаясь при этом ассоциированным членом Конфедерации футбола Океании. Первый международный матч с участием сборной Тувалу по футболу состоялся 29 августа 1979 года, в котором Тувалу проиграла сборной острова Таити со счётом 0:18 (это стало крупнейшим поражением сборной). Крупнейшую победу сборная Тувалу одержала над сборной Тонга 31 августа 1979 года на Южнотихоокеанских играх в Фиджи со счётом 5:3. В 2007 году национальная сборная Тувалу стала первой сборной мира, не входящей в ФИФА, которая приняла участие в отборочных матчах Чемпионата мира по футболу.
Национальный олимпийский комитет страны был сформирован в 2004 году и официально признан МОК в 2007 году. Всего в стране насчитывается 11 действующих национальных спортивных федераций, из которых шесть являются членами международных федераций: по бадминтону, баскетболу, волейболу, тяжёлой атлетике, теннису и настольному теннису. В 2008 году сборная Тувалу впервые участвовала в Летних Олимпийских играх, проходивших в Пекине (хотя и не завоевала ни одной медали), и была представлена в лёгкой и тяжёлой атлетике. В зимних Олимпийских играх страна ни разу не участвовала.

### Праздники
Праздники Тувалу:
| Дата                                                  | Название                            | Английское название                                                                                |
| ----------------------------------------------------- | ----------------------------------- | -------------------------------------------------------------------------------------------------- |
| 1 января                                              | Новый год                           | New Year’s Day                                                                                     |
| пятница перед Пасхой                                  | Великая пятница                     | Good Friday                                                                                        |
| следующий день после Пасхи                            | Светлый понедельник                 | Easter Monday                                                                                      |
| второй понедельник марта или другая назначенная дата  | День Содружества                    | Commonwealth Day                                                                                   |
| понедельник, следующий за вторым воскресеньем мая     | День Евангелия                      | Gospel Day (Te Aso o te Tala Lei)                                                                  |
| вторая суббота июня или другая назначенная дата       | День празднования юбилея монарха    | The day appointed for the celebration of the Anniversary of the Birthday of the Sovereign          |
| первый понедельник августа                            | Национальный день детей             | National Children’s Day                                                                            |
| 1 и 2 октября                                         | День Тувалу                         | Tuvalu Day                                                                                         |
| второй понедельник ноября или другая назначенная дата | День празднования коронации монарха | The day appointed for the celebration of the Anniversary of the Birthday of the Heir to the Throne |
| 25 декабря                                            | Рождество                           | Christmas Day                                                                                      |
| 26 декабря                                            | День подарков                       | Boxing Day                                                                                         |

## Социальная сфера

### Здравоохранение
После получения независимости в 1978 году правительство Тувалу рассчитывало построить на всех отдалённых островах высококачественные медицинские учреждения, но из-за нехватки средств, в конце концов, было принято решение о сосредоточении всех имеющихся ресурсов на модернизации единственного крупного медицинского объекта страны — Больницы принцессы Маргарет (англ. Princess Margaret Hospital), расположенной на атолле Фунафути. Новое современное здание больницы было открыто в 2003 году (строительство велось при поддержке Японии). За пределами столицы Тувалу нет постоянных и частнопрактикующих врачей, а все медицинские услуги в стране предоставляются Министерством здравоохранения. Визиты врачей на отдалённые острова происходят редко, что негативно сказывается на здоровье людей.
Основной причиной заболеваемости в Тувалу являются различные инфекционные заболевания: ежегодно регистрируется тревожное количество кожных, острых респираторных и глазных инфекций (болезни дыхательных путей, прежде всего, грипп, простуда, являются самыми распространёнными).
После того как государство Тувалу стало участником мировых экономических процессов, там стали обычными болезни неправильного образа жизни, связанные с увеличением в рационе местных жителей риса, сахара, консервов и других нетрадиционных продуктов. К ним относятся сахарный диабет, гипертония и ожирение. Дети часто болеют диареей, гастроэнтеритом. Особую опасность в последние годы представляют заболевания, передающиеся половым путём. Наиболее широко они распространены среди местных моряков, которые работают на иностранных судах (они же входят в группу риска ВИЧ/СПИД). У около 20 % населения Тувалу в организме найдены нематоды, являющиеся возбудителями филяриатоза (заболевания, сопровождающегося воспалением и закупоркой лимфатических сосудов, которое приводит к отёчности и припухлости окружающих тканей).
Согласно переписи 2002 года 49 % мужчин и 3 % женщин атолла Фунафути регулярно употребляли различные алкогольные напитки (на отдалённых островах эта цифра чуть ниже — 45 % мужчин и 1 % женщин). Широко распространено курение: две трети всего мужского населения и одна четвёртая женского населения Фунафути являются курильщиками (на отдалённых островах — 60 % и 25 % соответственно).

### Образование

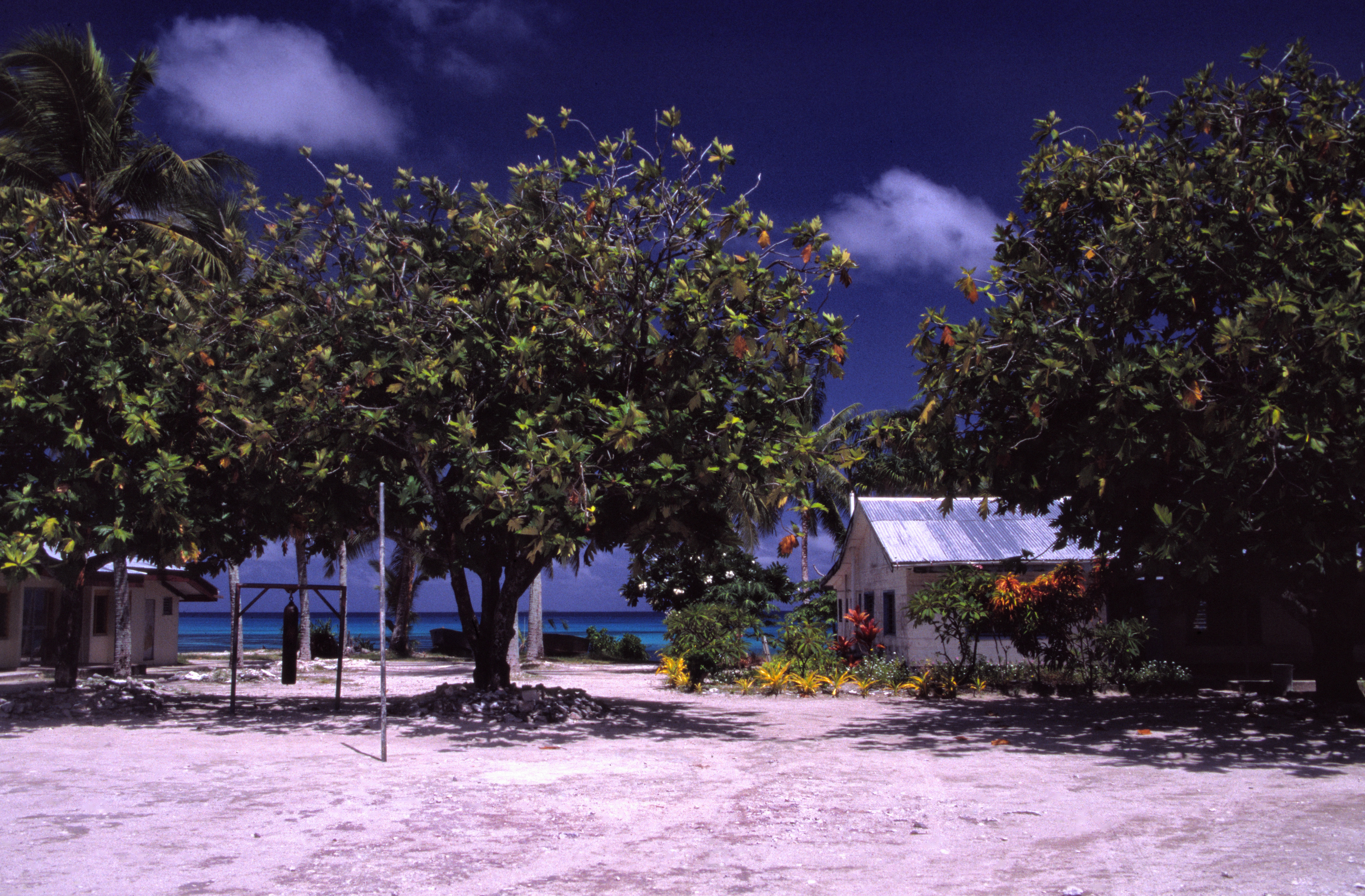
Школа на атолле Фунафути.

Образование в Тувалу является обязательным и бесплатным для детей в возрасте от 6 до 15 лет. Образовательная система страны включает несколько ступеней: двухлетнее дошкольное образование, восьмилетнее начальное образование и четырёхлетнее среднее образование.
Всего в Тувалу зарегистрировано 17 дошкольных образовательных учреждений, управление которыми осуществляется различными родительскими ассоциациями, которые на собственные средства нанимают воспитателей. Исторически правительство никогда не участвовало в организации деятельности этих учреждений, однако в последние годы оно стало уделять им большее внимание, например, выплачиваются ежегодные гранты трём квалифицированным воспитателям из каждого зарегистрированного дошкольного учреждения, оказывается и другая материальная поддержка, направленная на улучшение инфраструктуры и технической оснащённости.
В начальных школах обучаются дети в возрасте от 6 до 13 лет. После сдачи государственного экзамена ученики продолжают обучение в средней школе, при этом школьникам предоставляется право повторно сдать экзамен в случае неудовлетворительной оценки. В 2006 году в начальных школах обучалось 2067 человека (из них мальчиков — 1102 человек, девочек — 965 человек), количество учителей — 103 человека.
Всего в стране действует одна средняя школа: до 1998 года их насчитывалось две, одна из которых находилась под контролем Церкви Тувалу. Но из-за высоких затрат церковь была вынуждена передать школу в собственность правительства, которое, в свою очередь, решило её закрыть.
После средней школы дальнейшее образование можно получить в Морской школе Тувалу (англ. Tuvalu Marine School; основана в 1978 году; ведётся обучение морскому делу), а также в Южнотихоокеанском университете, кампус которого расположен в Фунафути.
Многие иностранные государства, прежде всего, Австралия, Новая Зеландия, Канада, Япония и Франция, оказывают значительную помощь Тувалу, финансируя различные образовательные проекты страны. Некоторые преподаватели повышают свою квалификацию в зарубежных учебных заведениях.

### На английском языке
- Правительство Тувалу. Архивировано из оригинала 16 сентября 2007 года.
- Центральный отдел статистики правительства Тувалу. Архивировано из оригинала 7 апреля 2012 года.
- Официальный туристический портал Тувалу. Архивировано из оригинала 9 мая 2008 года.
- Законодательство Тувалу
- Отражение изменений климата на Тувалу
- Конституция Тувалу
- World Culture Encyclopedia. Тувалу.

### На русском языке
- Информация о Тувалу в энциклопедии «Кругосвет»
- Информация о Тувалу на сайте Travel.ru